# Aspmossa
Aspmossa (Pylaisia polyantha) är en bladmossart som beskrevs av W. P. Schimper in B.S.G. 1851. Enligt Catalogue of Life ingår Aspmossa i släktet aspmossor och familjen Hypnaceae, men enligt Dyntaxa är tillhörigheten istället släktet aspmossor och familjen Hypnaceae. Arten är reproducerande i Sverige. Inga underarter finns listade i Catalogue of Life.

## Bildgalleri

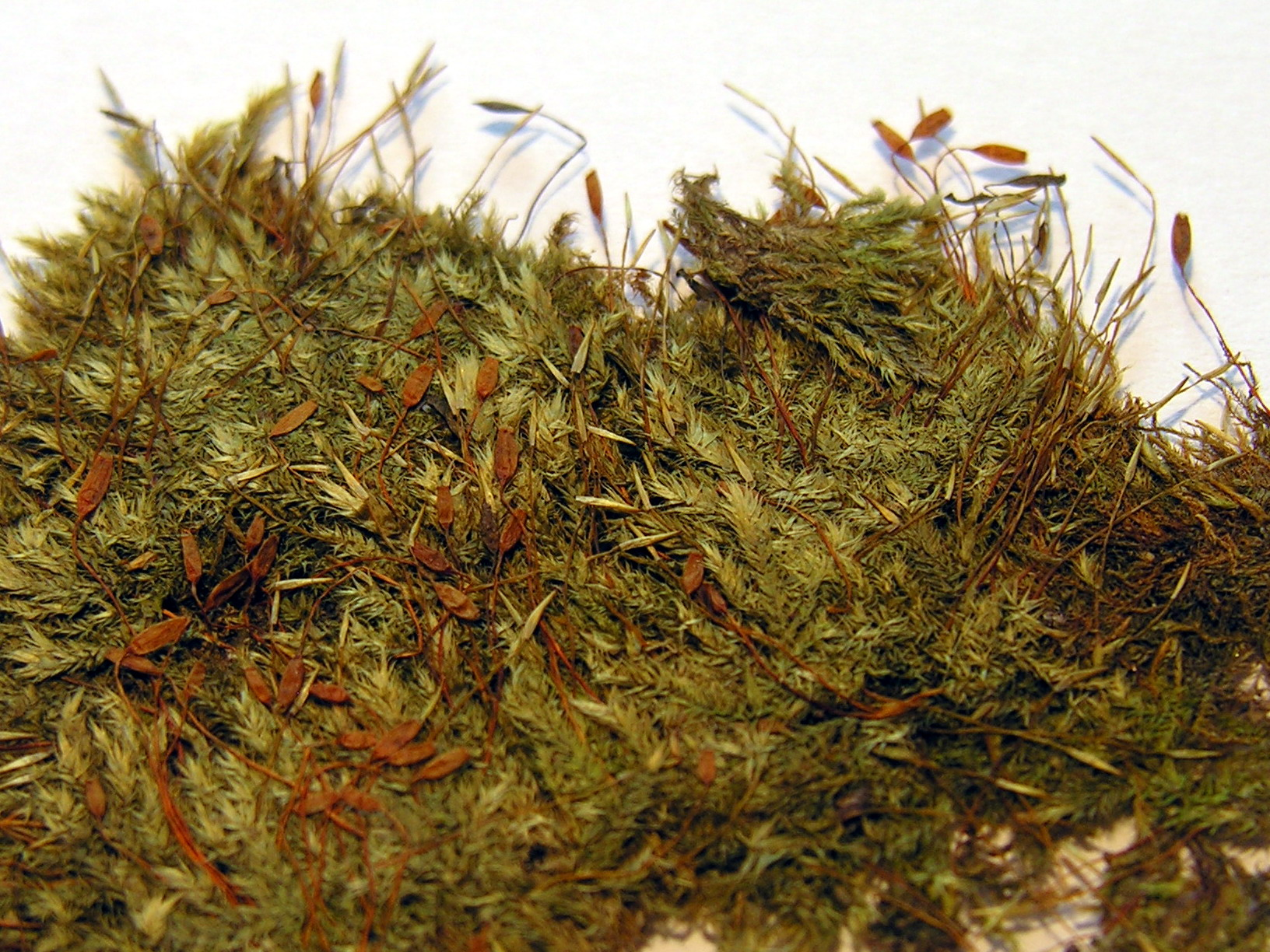
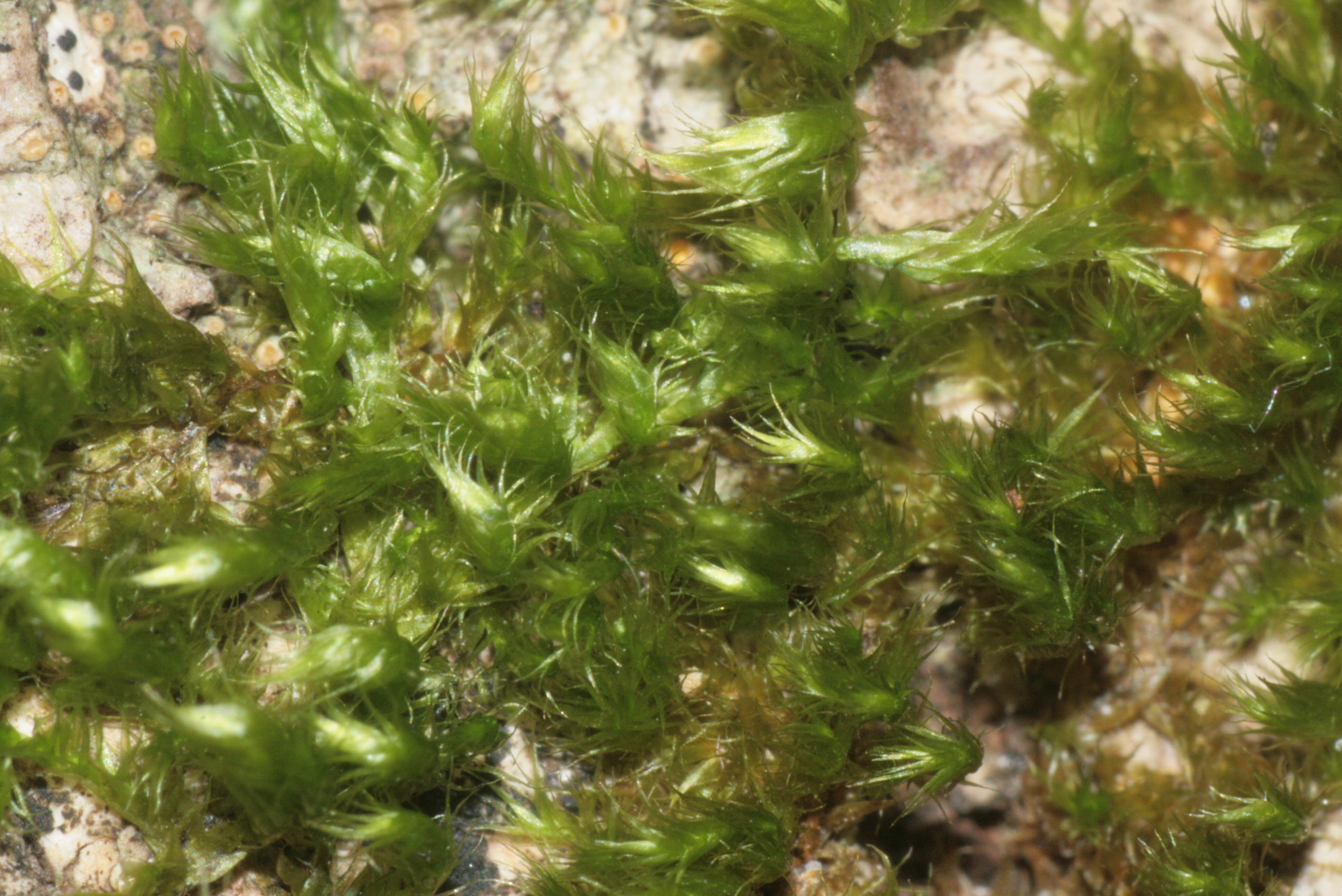
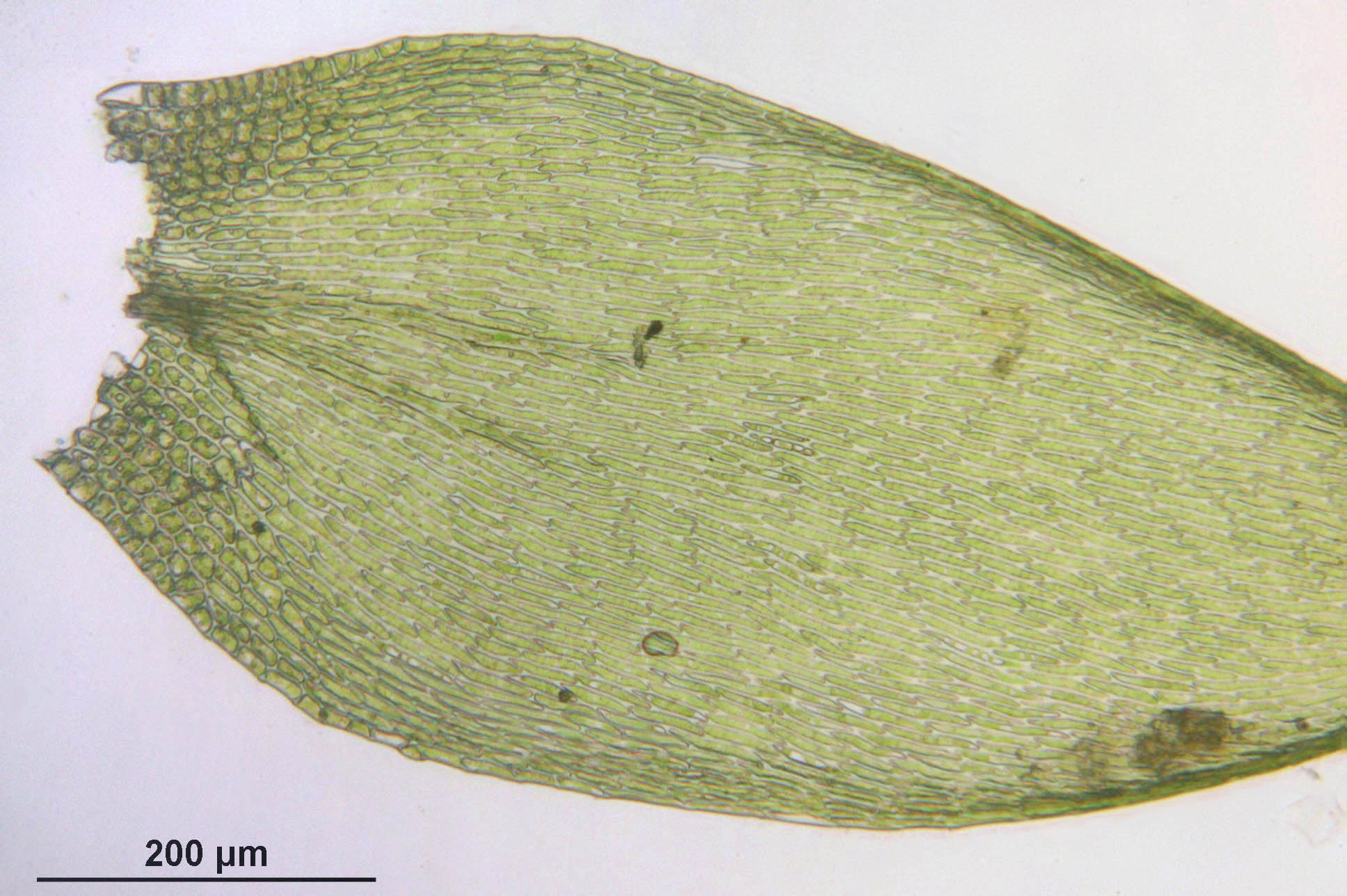
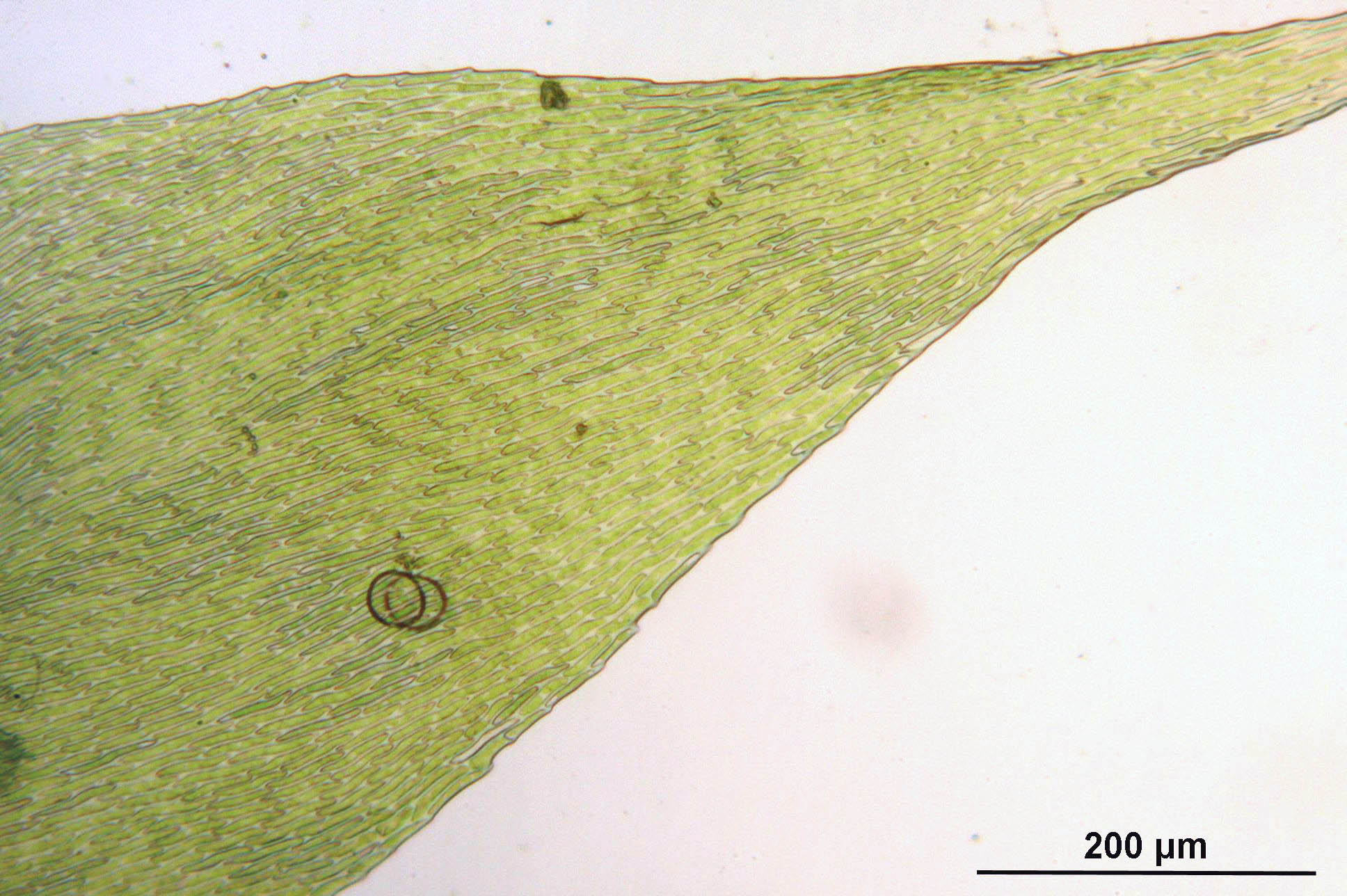
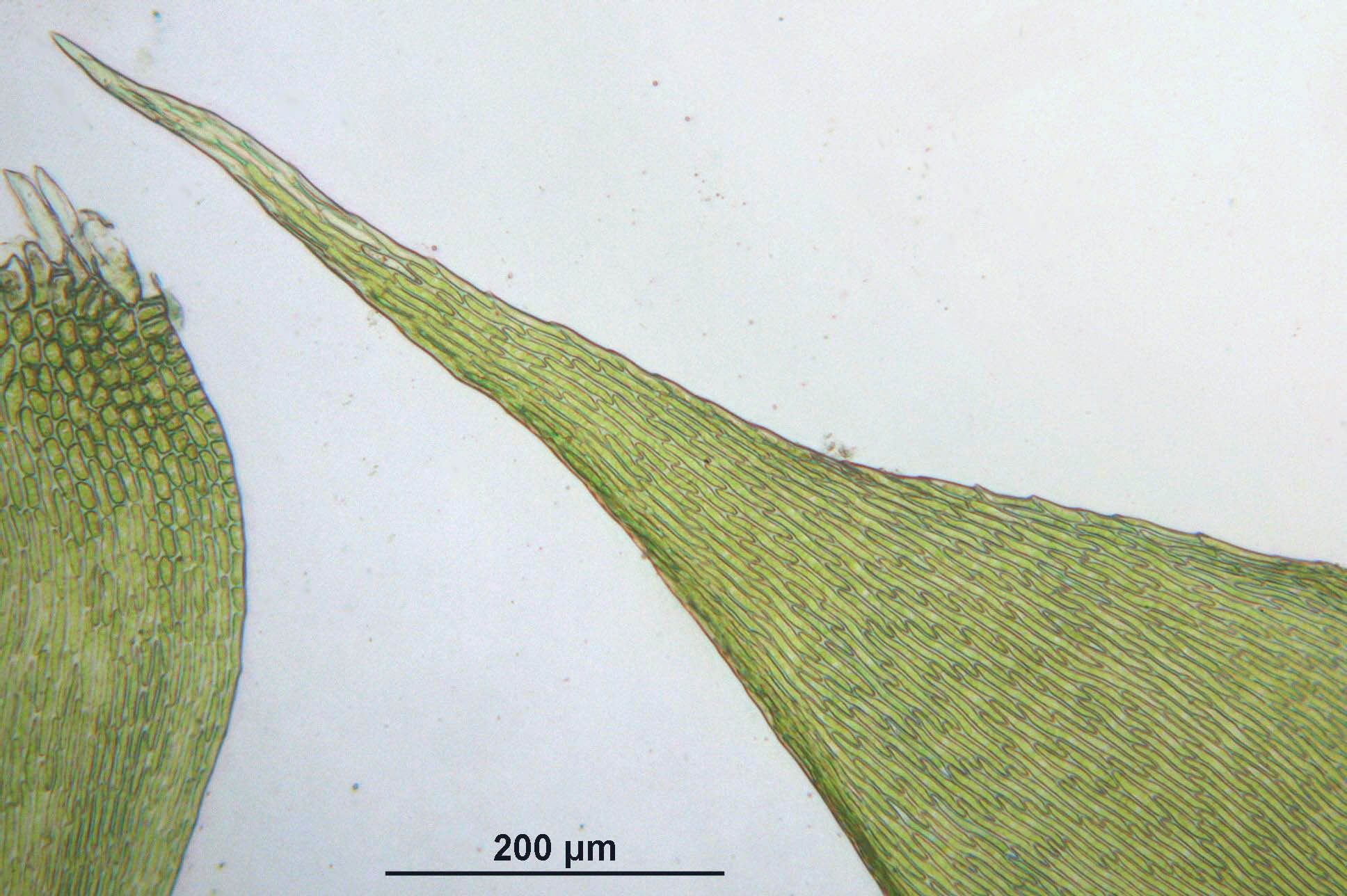
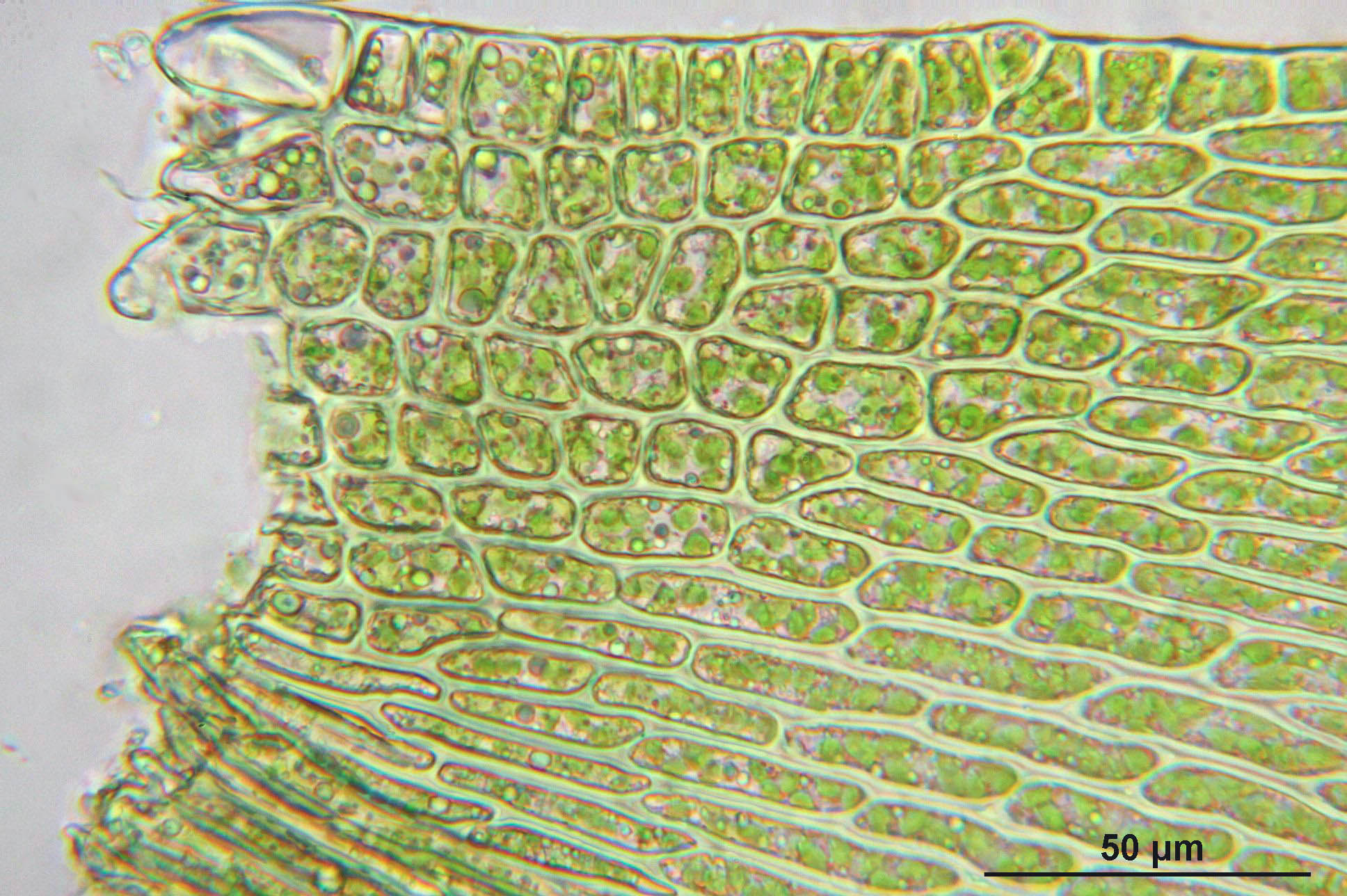